# Siège de Coria (1138)
 (avril 2025).
Améliorez-le ou discutez des points à vérifier. 
 (juin 2023).
La mise en forme du texte ne suit pas les recommandations de Wikipédia : il faut le « wikifier ».
Les points d'amélioration suivants sont les cas les plus fréquents. Le détail des points à revoir est peut-être précisé sur la page de discussion.
- Les titres sont pré-formatés par le logiciel. Ils ne sont ni en capitales, ni en gras.
- Le texte ne doit pas être écrit en capitales (les noms de famille non plus), ni en gras, ni en italique, ni en « petit »…
- Le gras n'est utilisé que pour surligner le titre de l'article dans l'introduction, une seule fois.
- L'italique est rarement utilisé : mots en langue étrangère, titres d'œuvres, noms de bateaux, etc.
- Les citations ne sont pas en italique mais en corps de texte normal. Elles sont entourées par des guillemets français : « et ».
- Les listes à puces sont à éviter, des paragraphes rédigés étant largement préférés. Les tableaux sont à réserver à la présentation de données structurées (résultats, etc.).
- Les appels de note de bas de page (petits chiffres en exposant, introduits par l'outil «  Source ») sont à placer entre la fin de phrase et le point final[comme ça].
- Les liens internes (vers d'autres articles de Wikipédia) sont à choisir avec parcimonie. Créez des liens vers des articles approfondissant le sujet. Les termes génériques sans rapport avec le sujet sont à éviter, ainsi que les répétitions de liens vers un même terme.
- Les liens externes sont à placer uniquement dans une section « Liens externes », à la fin de l'article. Ces liens sont à choisir avec parcimonie suivant les règles définies. Si un lien sert de source à l'article, son insertion dans le texte est à faire par les notes de bas de page.
- La présentation des références doit suivre les conventions bibliographiques. Il est recommandé d'utiliser les modèles {{Ouvrage}}, {{Chapitre}}, {{Article}}, {{Lien web}} et/ou {{Bibliographie}}. Le mode d'édition visuel peut mettre en forme automatiquement les références.
- Insérer une infobox (cadre d'informations à droite) n'est pas obligatoire pour parachever la mise en page.

Pour une aide détaillée, merci de consulter Aide:Wikification.
Si vous pensez que ces points ont été résolus, vous pouvez retirer ce bandeau et améliorer la mise en forme d'un autre article.
Reconquista
Le siège de Coria en juillet 1138 fut la première et la plus courte des deux tentatives de prise de la ville de Coria par Alfonso VII de León. Coria avait déjà été reconquise en 1079 par Alphonse VI. Il a été perdu par les Almoravides peu de temps après la mort d'Alfonso en 1109. Dans la foulée d'une razzia (raid) réussie au plus profond d'al-Andalus islamique, Alphonse VII investit brièvement la ville avant de se retirer. Un deuxième siège en 1142 réussit.
La principale source du siège est le deuxième livre de la Chronica Adefonsi imperatoris contemporaine.

## Contexte
Outre les chevaliers de la maison royale, le roi était accompagné de la suite privée ( mesnadas ) de ses principaux barons, tels que les frères comte Rodrigo Martínez et Osorio Martínez, et d'un contingent de miliciens de la ville chrétienne la plus proche, Salamanque. Le roi a également amené avec lui des médecins et des chirurgiens. (Peut-être l'un d'entre eux, un certain medicus et chanoine de Tolède nommé Hugo, a été récompensé par Alfonso pour ses services antérieurs en 1152. ) Avant d'investir Coria, Alfonso "envoya des compagnies de pillage dans la ville pour capturer les hommes, les femmes et tout le bétail dans les champs [hors des murs]". Les Corians ont répondu («courageusement» selon les termes de la Chronica ) par une sortie, mais les troupes de pillage ont feint de battre en retraite et ont conduit les musulmans dans une embuscade préparée par Alfonso, où ils ont tous été abattus. La ville a répondu en fermant ses portes et en les fortifiant avec des bois; Alfonso a déplacé son camp près de la ville.
Les forces de siège étaient insuffisantes pour la tâche et Alfonso a envoyé des messagers dans l'Estrémadure et la province de León menaçant de confisquer les biens de tous «chevaliers et fantassins [qui] ne sont pas venus» et de l'aider dans le siège.

## Déroulement
La conduite de l'infanterie armée de lances, d'épées et de gourdins, ainsi que celle des archers, arbalétriers et frondeurs, s'est distinguée au regard de la rareté de la cavalerie, mais pas suffisamment pour altérer le résultat. Les ingénieurs de siège ont également joué un rôle de premier plan, mais ils ont joué un rôle encore plus important lors du deuxième siège de Coria en 1142. Les engins présents sont décrits par la Chronica comme « de hautes tours en bois qui s'élevaient réellement au-dessus des murs de la ville », des « moteurs » et des « mantelets ». La ville a été fermée avec succès et personne n'aurait pu sortir ou entrer.

La veille du début de l'assaut proprement dit contre les murs, Alfonso décida d'aller dans les montagnes pour chasser le cerf, le sanglier et l'ours, laissant Rodrigo Martínez aux commandes du siège. Le lendemain matin, le magnat a mené un assaut infructueux sur les murs, au cours duquel il a été blessé par une flèche alors qu'il escaladait l'une des tours de siège. La flèche a percé à la fois son casque et son corselet et la tête de fer a frappé son cou. Bien que Rodrigo ait pu l'enlever immédiatement, les chirurgiens n'ont pas pu arrêter l'hémorragie et il a succombé quelques heures plus tard :
Ni les prestidigitateurs ni les médecins n'ont pu arrêter l'hémorragie. Enfin Rodrigo a dit à ceux qui l'entouraient : "Enlevez mes bras, car je suis extrêmement découragé." Immédiatement, ils lui ont retiré les bras et l'ont porté jusqu'à sa tente. Pendant toute la journée, ils ont tenté de soigner sa blessure. Au coucher du soleil, tout espoir dans la médecine était perdu et il mourut. Dès que la nouvelle s'est répandue dans le camp, il y a eu un immense deuil, plus qu'on ne l'avait imaginé. Au retour des montagnes, l'Empereur fut informé de la mort du Consul. Il en apprit la cause en entrant dans le camp. Alfonso a réuni tous ses conseillers et, en leur présence, il a nommé Osorio, le frère de Rodrigo, consul à sa place.
Le lendemain, Alfonso "se rendant compte de ses nombreux malheurs ... céda au destin" et leva le siège. Les nobles retournèrent chacun chez eux tandis que le roi accompagnait la milice à Salamanque. Le frère de Rodrigo, maintenant comte Osorio, et les serviteurs de l'ancien ont ramené le corps de Rodrigo à León.